# Barbara Kopple
Barbara Kopple est une monteuse, productrice, réalisatrice et scénariste américaine née le 30 juillet 1946 à New York.

## Biographie
Barbara J. Kopple est née à Bear Mountain, ou à New York, les sources ne sont pas unanimes. Elle a grandi à Scarsdale dans l'état de New York ; elle suit des études de psychologie à l'université du Nord-Est de Boston, puis les sciences politiques à la New School for Social Research de New York.
Barbara Kopple a une carrière de documentariste de plus de quarante ans, elle est l'une des cinéastes américaines les plus prolifiques et les plus primées de sa génération. Ses productions sont diverses, cela va de documentaires sociaux à des longs métrages de fiction, en passant par une série éducative pour enfants sur Disney Channel, elle est considérée comme celle qui a révolutionné le genre du film documentaire.
Elle se situe dans la mouvance du Direct Cinema d'Albert et David Maysles et de Don Allan Pennebaker.
Elle commence son apprentissage de cinéaste en travaillant pour le studio d'Albert et David Maysles, elle occupe divers postes : monteuse assistante, monteuse, ingénieure du son, avant de prendre son indépendance. N'ayant que peu de moyens, elle réalise ses premiers documentaires avec seulement un cadreur, se chargeant elle-même de la prise de son.
Barbara Koppel commence à se faire connaître lorsqu'elle rejoint le Collectif Winterfilm, qui enquête sur le sort des vétérans de la Guerre du Viet-Nam. Les différentes interviews seront reprises dans un film Winter Soldier qui sera monté par Barbara Koppel.
Sa carrière de cinéaste commence alors qu'elle est envoyée comme journaliste pour enquêter sur la grève des mineurs de Harlan (Kentucky) de 1973-74. Des différentes interviews des mineurs, de leurs familles, des diverses parties prenantes elle réalisera un Film Harlan County, U.S.A, qui sera récompensé par divers prix dont un Oscar et qui sera inscrit au National Film Registry de la Bibliothèque du Congrès en 1990,, l’International Documentary Association a classé ce film parmi les 5 meilleurs documentaires de tous les temps en 2007. Elle fait partie des femmes qui à la suite d'Ida Lupino, Dorothy Azner ont permis aux femmes de s'imposer comme réalisatrices à Hollywood, aux côtés de Nora Ephron, Martha Coolidge, Amy Heckerling, Ava DuVernay, Sofia Coppola, Kathryn Bigelow, Jane Campion, etc., malgré tous les obstacles,.
Barbara Kopple est membre du Conseil de Surveillance de l'American Film Institute, de l'Academy of Motion Picture Arts and Sciences, de l'Academy of Television Arts and Sciences, de la British Academy of Film and Television Arts, Directors Guilde of America, etc.

### Vie privée
Barbara Koppel a contracté[Quand ?] un premier mariage avec le réalisateur Hart Perry, ils ont eu un fils, Nicholas Perry. Elle a contracté un second mariage[Quand ?] avec Gene Caroll.

## Filmographie (sélection)

### comme réalisatrice
- 1976 : Harlan County, U.S.A.[21],[22]
- 1981 : Keeping On (TV)
- 1991 : American Dream[23]
- 1992 : Beyond 'JFK': The Question of Conspiracy
- 1993 : Fallen Champ: The Untold Story of Mike Tyson (TV)[24]
- 1994 : A Century of Women (feuilleton TV)
- 1997-1999 : 3 épisodes de Homicide: Life on the Street (saison 5-11, saison 6-15, saison 7-18)
- 1997 : Wild Man Blues[25]
- 1998 : Woodstock '94
- 1999 : Conversation avec Gregory Peck (A conversation with Gregory Peck)[26],[27],
- 2000 : My Generation
- 2002 : The Hamptons (feuilleton TV)
- 2005 : Bearing Witness
- 2005 : Jeux de gangs (Havoc)
- 2006 : Shut Up and Sing[28],[29]
- 2007 : High School Musical: The Music in You
- 2008 : The D.C. Sniper's Wife
- 2009 : Woodstock: Now and Then[30]
- 2010 : 30 for 30: The House of Steinbrenner
- 2011 : Gun Fight
- 2011 : A Force of Nature
- 2013 : Running from Crazy
- 2015 : The Nation
- 2015 : Miss Sharon Jones![31],[32]
- 2015 : Shelter
- 2016 : Killing the Colorado
- 2017 : This Is Everything: Gigi Gorgeous[33],[34]
- 2017 : A Murder in Mansfield[35]
- 2018 : ReMastered: Tricky Dick and the Man in Black
- 2018 : New Homeland[36]

### comme productrice
- 1972 : Winter Soldier
- 1976 : Harlan County, U.S.A.
- 1981 : Keeping On (TV)
- 1991 : American Dream
- 1993 : Fallen Champ: The Untold Story of Mike Tyson (TV)
- 1998 : Woodstock '94
- 1999 : A Conversation with Gregory Peck
- 2000 : My Generation
- 2002 : American Standoff
- 2002 : The Hamptons (feuilleton TV)
- 2004 : WMD: Weapons of Mass Deception
- 2006 : Shut Up and Sing

### comme scénariste
- 2000 : My Generation

### comme monteuse
- 1972 : Winter Soldier

## Prix et récompenses
- 1976 : Oscar mention "Meilleur film documentaire" pour Harlan County, U.S.A[37]
- 1977 : Lauréate du Special Award décerné par la Los Angeles Film Critics Association, pour Harlan County, U.S.A.
- 1979 : Récipiendaire d'une bourse de la John Simon Guggenheim Foundation[38]
- 1990 : Oscar mention "Meilleur film documentaire" pour American Dream[37]
- 1990 : Prix Blue Ribbon Award de l'American Film and Video Festival pour American Dream
- 1990 : Lauréate du CINE (Council on International Nontheatrical Events) Golden Eagle Award décerné lors du CINE Competition pour American Dream
- 1991 : Prix de la DGA (Directors Guild of America) pour American Dream[39],
- 1991 : Lauréate de l'IDA Award, décerné par l'International Documentary Association, pour American Dream
- 1991 : Prix Runner Up délivré par le Festival international du documentaire de Yamagata
- 1991 : Lauréate du LAFCA Award décerné par la Los Angeles Film Critics Association, mention "Meilleur documentaire" pour American Dream
- 1991 : Lauréate du Grand Jury Prize, du Filmmakers Trophy et de l'Audience Award décernés lors du Sundance Film Festival, pour American Dream
- 1993 : Prix Dorothy Azner[40] Director délivré par le WIF (Women In Film en)[41]
- 1994 : Lauréate du CINE (Council on International Nontheatrical Events) Golden Eagle Award décerné lors du CINE Competition, pour A Century of Women
- 1994 : Récipiendaire du Maya Deren Independent Film and Video Artists Award délivré par l'American Film Institute
- 1998 : Lauréate du Lifetime Achievement Award, décerné lors de l'Human Rights Watch International Film Festival,
- 1998 : Lauréate du Lifetime Achievement Awards, délivré par DGA pour sa réalisation de trois épisodes de Homicide: Life on the Street
- 1999 : Lauréate du Muse Award[42] décerné par le New York Women in Film & Television[43]
- 1999 : Lauréate du John Cassavetes Award, décerné lors du Denver International Film Festival (en)
- 2001 : Lauréate du Jury Award, mention "Meilleur documentaire" décerné au Festival du Film de Philadelphie de la Philadelphia Film Society[44] pour My Generation
- 2001 : Lauréate du Career Award, décerné lors du DoubleTake Documentary Film Festival
- 2005 : Lauréate du CINE (Council on International Nontheatrical Events) Golden Eagle Award décerné lors du CINE Competition, pour Bearing Witness
- 2006 : Lauréate de l'Audience Award délivré par l'Aspen Filmfest pour Shut Up & Sing
- 2006 : Lauréate du Lifetime Achievement Award et du Courage in Filmmaking Award décernés par le Women Film Critics Circle,
- 2006 : Lauréate du Prix Special du Jury décerné lors du Chicago International Film Festival, pour Shut Up and Sing
- 2010 : Lauréate du Career Achievement Award décerné par l'International Documentary Association
- 2011 : Récipiendaire du 20 / 20 Awards, mention "meilleur documentaire" pour American Dream[45]
- 2011 : Lauréate du Grand Festival Award décerné lors du Berkeley Video & Film Festival
- 2013 : Prix du Jury décerné lors du Key West Film Festival[46], mention "Meilleur documentaire" pour Running from Crazy
- 2014 : Lauréate du Mid-Live Achievement Award décerné lors du Traverse City Film Festival
- 2014 : Lauréate du Lifetime Achievement Award décerné lors du Ashland Independent Film Festival[47]
- 2016 : Lauréate de l'Audience Award décerné lors du Sarasota Film Festival pour Miss Sharon Jones!
- 2017 : Lauréate du prix Blue Fish décerné lors du River Bend Film Festival pour Miss Sharon Jones![48], mention "Meilleur documentaire"
- 2018 : Lauréate du Laura Ziskin Lifetime Achievement Award du Festival du Cinéma d'Athènes / Athena Films Festival pour l'ensemble de son œuvre[49]
- 2018 : Lauréate du Outstanding Achievement Award délivré par le Hot Docs Canadian International Documentary Festival de Toronto pour l'ensemble de son œuvre[50],[51]